# Hühnersuppe mit Graupen
Hühnersuppe mit Graupen - Tag für Tag - Nächstes Jahr in Jerusalem (engl. Chicken Soup with Barley - Roots - I'm Talking about Jerusalem) ist eine Dramentrilogie von Arnold Wesker. Die Handlung der drei Werke, die nicht als geschlossener Zusammenhang, sondern sprunghaft in Ausschnitten präsentiert wird, erstreckt sich auf einen Zeitraum vom Oktober 1936 bis zum Dezember 1956. Das dramatische Geschehn innerhalb dieser Zeitspanne von 20 Jahren steht dabei jeweils in einem engeren oder lockeren Zusammenhang mit dem Schicksal der jüdischen Arbeiter- und Bauernfamilie Kahn. In allen drei Teilen tritt der junge Ronny Kahn auf, der entweder am Rande des dramatischen Geschehens steht oder aber vom Hintergrund aus dieses maßgeblich mitbestimmt.

## Uraufführungen
Alle drei Dramen wurden in Coventry im Belgrade Theatre uraufgeführt und anschließend vom Royal Court Theatre in London übernommen: Chicken Soup with Barley: 7. Juli 1958; Roots: 25. Mai 1959; I'm Talking about Jerusalem: 28. März 1960; Erstaufführung als Trilogie unter der Regie von John Dexter: London am 7. Juni, 30. Juni und 27. Juli 1960, Royal Court Theatre. Deutsche Erstaufführungen: 1. Teil am 16. Januar 1963 in Heidelberg; 2. Teil 12. Oktober 1962 in Bremen, 3. Teil Wuppertal 17. September 1963.

## Thema
Wesker, ein überzeugter Sozialist, setzt sich in seiner spürbar durch autobiografische Elemente geprägten Dramentrilogie mit der politisch-gesellschaftlichen Entwicklung der englischen Arbeiterklasse zwischen 1936 und 1959 auseinander. Am Beispiel der jüdischen Arbeiter- und Bauernfamilie Kahn thematisiert er auf dem Hintergrund der zeitgeschichtlichen Situation und der weltpolitischen Lage deren Notlage, Sorgen und Bedrohungen. Zugleich verdeutlicht er das Fehlschlagen der sozialen Hoffnungen und Experimente sowie das Scheitern der revolutionären Ideale. Alle drei Teile sind formal und inhaltlich eng miteinander verschränkt. Im ersten Teil wird der Entwicklungsgang in seiner Gänze dargelegt (1. Akt London, 1936; 2. Akt: London 1946/47; 3. Akt: London 1955/56), die beiden anderen vertiefen bestimmte Phasen, wobei die dramatische Handlung in Roots sich auf einen Zeitraum von vierzehn Tagen erstreckt (Norfolk, späte 50er) und Nächstes Jahr in Jerusalem die Nachkriegsgeschehnisse in mehreren kurzen Zeitabschnitten dokumentiert (1. Akt: Norfolk, 1946; 2. Akt: Norfolk, 1947 und 1953; 3. Akt: Norfolk, 1956 und 1959).

## Handlung
Hühnersuppe mit Graupen beginnt mit revolutionärer Aufbruchsstimmung. Die Kellerwohnung der Kahns im Londoner East End ist Treffpunkt überzeugter Kommunisten, die dem Anglo-Faschismus um Sir Edward Mosley den Kampf angesagt haben und sich bei Ausbruch des Spanischen Bürgerkrieges spontan zu den Internationalen Brigaden melden. Sarah Kahn verkörpert die Generation von Aktivisten, die die Herrschaft der Arbeiterklasse mit Gewalt herbeiführen wollen. Ihr Ehemann Harry lässt sich von diesem Enthusiasmus nicht anstecken, während Tochter Ada vom revolutionären Überschwang erfasst wird. 1946 schließlich scheint die Zeit für den Triumph der Arbeiterklasse gekommen: Hitler-Deutschland ist besiegt, in England regiert der Gewerkschafter Atlee und große soziale Reformen stehen bevor. Sarah Kahn und ihr Jüngster, Ronnie, der Schriftsteller sein möchte, blicken optimistisch in die Zukunft. Anders Ada und ihr Mann, Dave Simmonds, der jahrelang in Spanien gegen Franco gekämpft hat. Beide hat der Krieg ihren Enthusiasmus gekostet. Desillusioniert mussten sie feststellen, dass das Ende des Faschismus nicht gleichbedeutend ist mit dem Anbruch besserer Zeiten für die Arbeiterklasse, sondern dass diese in der modernen Industriegesellschaft vor Probleme gestellt wird, die mit den alten Lösungen nicht bewältigt werden können. Ihre Mutter kritisiert die Inkonsequenz, nur die Herrschaftsverhältnisse ändern zu wollen, nicht aber das System von Herrschen und Beherrscht-Werden verändern zu wollen. Auch Ronnie durchläuft einen Desillusionierungsprozess. Von entscheidender Bedeutung für ihn sind dabei drei Erfahrungen: die Invasion der Russen in Ungarn 1956, seine deprimierenden Erlebnisse als Koch in Paris und das Scheitern Adas und Daves als seine Vorbilder.
Der Versuch, auf dem Land, fern den großen Industriezentren, eine Reformsiedlung zu gründen, die nicht den Regeln der kapitalistischen Gesellschaftsordnung unterworfen ist, ist das Thema von Nächstes Jahr in Jerusalem. Das Experiment erfolgt aus der Sehnsucht, die eigenen Wurzeln zu entdecken, einem Bestreben, das sie mit einem wahrhaft sozialistischen Gemeinwesen zu verwirklichen trachten: einem Gemeinwesen, das Sozialismus lebt und ihn nicht nur diskutiert. Doch dieses neue Jerusalem schöpferischer Selbstverwirklichung ist zum Scheitern verurteilt, weil Dave, der von seiner Hände Arbeit leben will und die Verwendung von Maschinen ablehnt, als kleiner Tischler nicht mit der Industrie konkurrieren kann. Am Ende sehen er und Ada sich gezwungen, nach London zurückzukehren.
Der Mittelteil der Trilogie, Tag für Tag, ist minimalistisch. In seinem Zentrum figuriert die junge Beatie Bryant, die aus einer Landarbeiterfamilie in Norfolk stammt, in London als Kellnerin arbeitet und mit Ronnie Kahn befreundet ist. Er, dessen Intellektualität sie bewundert, hat versucht, sie zu lehren, dass Sprache Wissen ist und dass die Benachteiligten ihre Lage nur verbessern können, wenn sie konsumorientiertes Verhalten aufgeben und ihre wahrhaften, ihre menschlichen Bedürfnisse wiederentdecken. Als Beatie in ihrem Heimatdorf ihre Eltern und Verwandten von diesen Ideen überzeugen will, muss sie erfahren, dass sie sich ihnen nicht verständlich machen kann. Im Gegensatz zu ihren Verwandten gelingt es Beatie schließlich, ein neues Selbstbewusstsein aufzubauen: sie löst sich von Ronnie und findet ihre eigene Sprache.

### Ausgaben
- Arnold Wesker: The Wesker Trilogy: Wesker Plays, Volume 1. Penguin (1964). ISBN 978-0-14-048048-1 (engl.)
- Arnold Wesker: Gesammelte Stücke. Berlin: Suhrkamp (1970)

### Sekundärliteratur
- Robert Fricker: Wesker: Chips With Everything. In: Dieter Mehl (Hrsg.): Das englische Drama. Vom Mittelalter bis zur Gegenwart. Band II, Bagel Verlag, Düsseldorf 1970, S. 305–318.
- Valeska Lindemann: Arnold Wesker als Gesellschaftskritiker. Salzburg (1980). ISBN 978-0-7734-0165-5
- Horst Oppel: Arnold Wesker: The Chicken Soup Trilogy. In: Horst Oppel (Hrsg.): Das moderne englische Drama · Interpretationen. Schmidt Verlag, 3. rev. Auflage Berlin 1976, S. 352–378. ISBN 3-503-01230-3.